# Bistum Mossoró
Das Bistum Mossoró (lat.: Dioecesis Mossorensis) ist eine in Brasilien gelegene römisch-katholische Diözese mit Sitz in Mossoró im Bundesstaat Rio Grande do Norte. 

## Geschichte
Das Bistum Mossoró wurde am 28. Juli 1934 durch Papst Pius XI. aus Gebietsabtretungen des Bistums Natal errichtet und dem Erzbistum Paraíba als Suffraganbistum unterstellt. Am 16. Februar 1952 wurde das Bistum Mossoró dem Erzbistum Natal als Suffraganbistum unterstellt.

## Bischöfe von Mossoró
- Jaime de Barros Câmara, 1935–1941, dann Erzbischof von Belém do Pará
- João Batista Portocarrero Costa, 1943–1953, dann Koadjutorerzbischof von Olinda e Recife
- Elizeu Simões Mendes, 1953–1959, dann Bischof von Campo Mourão
- Gentil Diniz Barreto, 1960–1984
- José Freire de Oliveira Neto, 1984–2004
- Mariano Manzana, 2004–2023
- Francisco de Sales Alencar Batista OCarm, seit 2023